# Phổ Định
Phổ Định (chữ Hán giản thể:普定县, Pǔdìng Xiàn, âm Hán Việt: Phổ Định huyện) là một huyện thuộc địa cấp thị An Thuận, tỉnh Quý Châu,địa cấp thị An Thuận, tỉnh Quý Châu, Cộng hòa Nhân dân Trung Hoa. Huyện này có diện tích 1092 km2, dân số năm 2002 là 400.000 người. Mã số bưu chính là 562100. Huyện lỵ đóng ở trấn Thành Quan. Huyện Phổ Định được chia thành 6 trấn và 3 hương dân tộc.
- Trấn: Thành Quan, Mã Cung và Hóa Xứ.
- Hương: Long Trường, Kê Trường Pha, Bạch Nham, hương dân tộc Miêu và Bố Y Dương Xương, hương dân tộc Di, Miêu và Bố Y Bình Thượng, hương dân tộc Miêu Bổ Lang, hương dân tộc Miêu và Ngật Lão Hầu Trường, hương dân tộc Miêu và Ngật Lão Miêu Đồng.